# 프랑스의 마리 테레즈 (1746년)
프랑스 공주 마리 테레즈(Marie-Thérèse de France, 1746년 7월 19일 ~ 1748년 4월 27일)는 프랑스의 공주로, 왕태자 도팽 루이 페르디낭과 왕태자비 스페인의 마리아 테레사 라파엘라 사이에서 태어난 첫 번째 딸이다. 루이 16세 루이 18세 샤를 10세의 이복누나이기도 하다. 마리 테레즈의 어머니 마리아 테레사 라파엘라는 딸이 태어난지 사흘만에 죽었다. 이 때 도팽 루이 페르디낭은 16세에 불과했고 그는 프랑스 왕국의 왕태자로서 후사를 이어야 할 의무가 있었기에 이듬해 작센 공녀 마리아 요제파와 재혼했다.
마리 테레즈는 왕태자의 딸로서, de France라는 성을 사용할 수 있었으며 마담 루아이얄이라는 칭호가 주어졌다. 마리 테레즈는 어머니의 이름인 마리아 테레사를 본따 세례명이 주어졌고, 바로 그 날 죽었다. 그녀는 생드니 대성당에 묻혔다.
| 전임 프랑스의 엘리사베타 | 마담 루아이얄 1746년~1748년 | 후임 마리 테레즈 샤를로트 |